# Medina carceli
Medina carceli är en tvåvingeart som beskrevs av Robineau-desvoidy 1830. Medina carceli ingår i släktet Medina och familjen parasitflugor.
Artens utbredningsområde är Frankrike. Inga underarter finns listade i Catalogue of Life.